# Ula-klassen
Undervandsbåde af Ula-klassen (type 210) afløste Kobben-klassen, som tjente fra ca. 1964–2001. Bådene benytter dieselelektrisk fremdrift, og har en officiel operativ dykkedybde på 250 meter i fredstid. Det er imidlertid en kendsgerning at ubådene kan gå langt dybere – et kvalificeret gæt siger omkring 500 meter, hvilket er en meget stor operationsdybde for ubåde af denne størrelse. De seks både er alle opkaldt efter ubådene af U-klassen. De er alle hjemmehørende på Haakonsvern orlogsstasjon i Bergen. Bygningen af Ula-klassen var en del af MDAP, og forventes at være i aktiv tjeneste frem til 2020. Bådene dækker pennantnummer S 300 til S 305. Da de blev bygget, var meningen at de skulle bruges sammen med et antal ombyggede ubåde af Kobben-klasse, men dette er siden blev skrinlagt og bådene i Kobben-klassen enten er solgt eller hugget op.

## Historie
Ula-klassen var som udgangspunkt et fælles projekt mellem den norske, delvis franske og tyske marine i 1972, men tyskerne trak sig ud i 1978 mens Norge fortsatte udviklingen. Frankrig producerede sidesonarene til ubåden, Norge stod for skrog og kampinformationssystemer mens Tyskland producerede angrebssonaren. Komponenterne blev sat sammen hos Thyssen Nordseewerke i Emden, Tyskland.
Da de blev indsat i aktiv tjeneste, var Ula-bådene de eneste ubåde i NATO som kunne angribe fjender kun ved hjælp af passive sensorer. Dette betyder at ubådene ikke afhænger af aktive sensorer, som kan alarmere fjenden om deres position.
I perioden 1983–1992 blev der leveret seks både fra Thyssen Nordseewerke. Yderligere to var en option, men i stedet blev nogle af bådene i Kobben-klassen ombygget og opdateret – og siden solgt eller hugget op.
På grund af sine batterier og diesel-elektriske maskineri, er Ula-klassen blandt de mest lydløse ubåde i verden, og er meget nemme at manøvrere. Siden ubådene er små, er de vanskeligere at opdage for en eventuel fjende, og dette gør dem også ideelle for operationer i snævre og lavtvandede farvand. På NATO-øvelsen Joint Winter i 2004 måtte KNM Utvær dømmes ude af øvelsen, fordi hun ganske enkelt havde "sænket" for mange af fjendens skibe, deriblandt Royal Navys flagskib, HMS Invincible. I den norske marine ses Ula-klassen som den mest effektive af alle fartøjer.

## Strategi
Tro til sin tid blev Ula-klassen udviklet for operationer af den type man forventede var nødvendige under den kolde krig. Som diesel-elektriske både var deres hovedopgave maritimt forsvar af egen kyst, særlig på lave vanddybder. Desuden skulle Ula-klassen under den kolde krig også overvåge fjenden til havs og på kysten, være i stand til at indsætte specialstyrker samt torpedere og ødelægge vigtige skibsmål. Ula-bådene er afhængig af snorkeling, hvilket gør dem sårbare hvis fjenden er udrustet med overfladevarslingsradar. Da radar ikke kan "se igennem" terræn, er de dybe fjorde, mange øer og lignende norsk natur optimale omgivelser for ubådenes, i deres ønske om at forblive skjult.

## Operationer
Siden slutningen af 2001 har flere Ula-både taget del i NATO-operationen Active Endeavour, som finder sted i Middelhavet. Ubådenes opgave er at indhente information om skibstrafikken, og de har udmærket sig som værende blandt de mest effektive til dette formål. Under operationerne i det subtropiske klima blev der opdaget et et problem med kølingssystemerne, og KNM «Ula» har derfor fået en opgradering som skal sørge for at temperaturene ikke bliver for høje. Yderligere to ubåde er blevet opgraderet på samme måde.

## Skibe i klassen
| Pnt. | Navn    | Kølen lagt       | Søsat              | Indgået           | Skæbne     | Kaldesignal |
| ---- | ------- | ---------------- | ------------------ | ----------------- | ---------- | ----------- |
| S300 | Ula     | 29. januar 1987  | 29. juli 1988      | 27. april 1989    | I tjeneste | LBAS        |
| S301 | Utsira  | 15. juni 1990    | 21. november 1991  | 30. april 1992    | I tjeneste | LBAT        |
| S302 | Utstein | 6. januar 1989   | 25. april 1991     | 14. november 1991 | I tjeneste | LBAV        |
| S303 | Utvær   | 8. december 1988 | 20. april 1990     | 8. november 1990  | I tjeneste | LBAU        |
| S304 | Uthaug  | 15 juni 1989     | 18. oktober 1990   | 7. maj 1991       | I tjeneste | LBAW        |
| S305 | Uredd   | 23. juni 1988    | 22. september 1989 | 3. maj 1990       | I tjeneste | LBAX        |

## Eksterne links
- Wikimedia Commons har flere filer relateret til Ula-klassen
- GlobalSecurity.org datasheet omkring Ula-klassen (engelsk) Arkiveret 24. oktober 2009 hos  Wayback Machine (engelsk)
- Ula model boat Arkiveret 27. september 2011 hos  Wayback Machine (engelsk)
- Nordseewerkes side omkring Ula-klassen (tysk) (tysk)
- Østlandets Blad, "Fire dager i dypet" (norsk) Arkiveret 17. december 2004 hos  Wayback Machine (norsk)
- Dagbladet.no artikler omkring klassen:
  - "Opdaterer ubådene" (norsk) (norsk)
  - "Her tager den norske ubåd smuglerskibene" (norsk) (norsk)
  - "Hestehviskerne" (norsk) (norsk)
- ACP 113 (AG) Arkiveret 20. november 2008 hos  Wayback Machine (engelsk)